# Ormosia davisi
Ormosia davisi là một loài ruồi trong họ Limoniidae. Chúng phân bố ở miền Tân bắc.